# Rzeźba glacifluwialna
Rzeźba glacifluwialna – rzeźba terenu, której geneza związana jest z niszcząca i budująca działalnością wód pochodzących z topnienia lodowców i lądolodów, głównie ich wód sublacjalnych (płynących pod lodem) i wód proglacjalnych (wypływających z lodowców). Wskutek erozyjnej działalności wód lodowcowych powstają kotły lodowcowe i rynny subglacjalne (doliny rynnowe) oraz doliny marginalne, lateralne i walne doliny proglacjalne (pradoliny). Działalność akumulacyjna wód lodowcowych prowadzi do powstania stożków sandrowych i glacifluwialnych, równin sandrowych, teras sandrowych i glacifluwialnych, ozów, kemów oraz teras kemowych. 
Na obszarze Polski rzeźba glacifluwialna występuje na przedpolach dawnych stref postojowych lodowca. Przed czołem lądolodu powstały pokrywy sandrów, dalej na przedpolu ciągną się równolegle do niego pradoliny, często z rozległymi tarasami. Niekiedy przed czołem występują jeziora zastoiskowe, zaś na dalszym przedpolu na skałach podłoża występuje niekiedy pokrywa lessów.